# Presbiterianesimo

Il roveto ardente è un simbolo comune usato dai presbiteriani. L'iscrizione latina sottostante si traduce come "ardente ma fiorente". Vengono utilizzate anche versioni alternative del motto, come "Nec Tamen Consumebatur" (Non ancora consumato).

Con il termine presbiterianesimo si intende quella forma di organizzazione della Chiesa cristiana che nasce soprattutto dalla riforma calvinista e che prevede l'applicazione del modello ritenuto neotestamentario alla comunità cristiana locale.
Alla base di questa organizzazione vi sono gli "anziani" o presbiteri, responsabili della comunità cristiana locale, eletti dall'assemblea dei suoi membri. A loro volta, questi "anziani" così eletti si riuniscono in un organismo regionale superiore che li raccoglie, chiamato presbiterio, che così amministra l'insieme delle comunità. Un'entità ancora superiore a questo secondo livello è chiamata sinodo o "assemblea generale" e raccoglie i rappresentanti dei diversi presbiteri.
Questa forma organizzativa della chiesa si differenzia dall'episcopalismo, che concepisce sia nella versione cattolica sia in quella anglicana il clero organizzato gerarchicamente, come pure dal congregazionalismo, che prevede l'assoluta autonomia della comunità cristiana locale.
Il termine presbiterianesimo passa poi storicamente a designare le chiese che sono organizzate in questo modo, le quali vengono appunto chiamate chiese presbiteriane.

## Presbiterianesimo nel Regno Unito

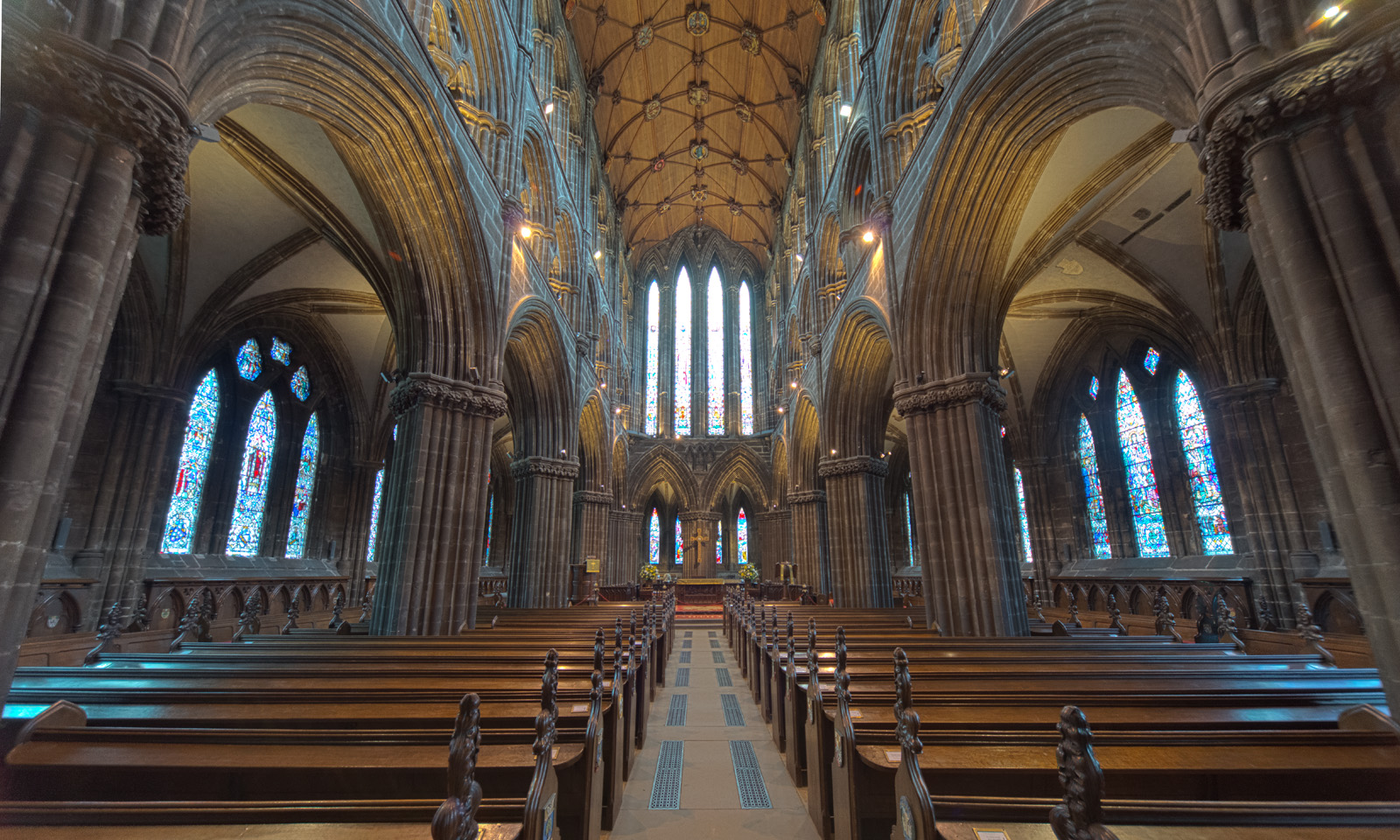
Interno della cattedrale presbiteriana di Glasgow (Regno Unito)

Il presbiterianesimo si sviluppa storicamente soprattutto nelle isole britanniche e nei Paesi Bassi e si diffonde nel mondo, soprattutto nelle Americhe e in Oceania, attraverso il suo proprio movimento missionario.

### Scozia
Il presbiterianesimo è tipico delle chiese protestanti della Scozia, stabilito originalmente da John Knox nel 1560 e diventa formalmente fede di stato nel 1592 dopo essere emerso vincitore nelle precedenti guerre civili. Dopo le persecuzioni in Inghilterra, successive a Cromwell, venne riconosciuta dall'Inghilterra come fede di Stato in Scozia nel 1707, come condizione fondamentale dell'Atto di Unione (1707).

### Inghilterra
In Inghilterra i presbiteriani, e nella fattispecie il puritanesimo presbiteriano, ebbero il massimo successo nel periodo di Oliver Cromwell, ma in seguito, già dopo la morte di Cromwell, vennero perseguitati e si spezzarono in diversi movimenti e solo nel 1876 si sono riuniti nella Chiesa presbiteriana d'Inghilterra. Questa si è fusa recentemente (1972) con la Chiesa congregazionalista in Inghilterra e Galles per formare la United Reformed Church in Great Britain.

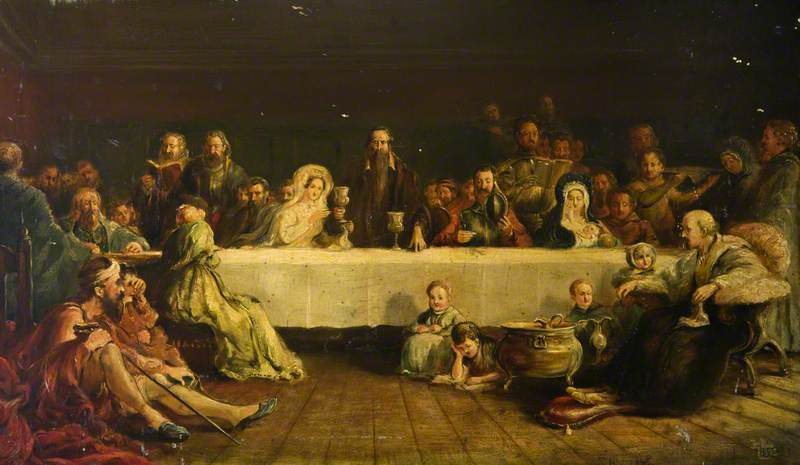
Knox Dispensa il Sacramento in Casa Calder, dipinto di Thomas Hutchison Peddie

### Irlanda
Notevole successo hanno avuto i presbiteriani nell'Irlanda non cattolica (soprattutto Ulster) con la Presbyterian Church in Ireland e altre formazioni minori indipendenti, come la Free Presbyterian Church, diventata famosa per l'opera del predicatore e politico Ian Paisley. È diffusa soprattutto in Irlanda del Nord con 316.103 membri (censimento del 2021), mentre nella Repubblica d'Irlanda vi aderiscono 24 200 persone, lo 0,5% (2016).

## Presbiterianesimo negli Stati Uniti
I coloni britannici portarono alla diffusione del presbiteranesimo nelle colonie soprattutto negli Stati Uniti, già a partire dal XVII secolo.
L'intervento è stato fortissimo e ha portato alla fondazione della Princeton University e ha avuto un'influenza nelle elezioni di alcuni presidenti come Andrew Jackson, James Buchanan, Grover Cleveland, Benjamin Harrison, Woodrow Wilson, Dwight D. Eisenhower, Ronald Reagan e Donald Trump. Altri due presidenti sono cresciuti come presbiteriani ma si sono poi convertiti al metodismo: James Knox Polk e Ulysses S. Grant.
Il presbiteranesimo oggi rappresenta quasi il 3% della popolazione statunitense, ma ciò è dovuto alla continua serie di fusioni e divisioni che ha reso l'organizzazione fortemente divisa. L'organizzazione più numerosa è la Presbyterian Church con circa 2 300 000 fedeli. Le altre chiese sono di molto inferiori ma citiamo solo la Presbyterian Church in America (270 000 fedeli) e la Cumberland Presbyterian Church (88 000 fedeli).

## Presbiterianesimo in altri paesi
Il presbiterianesmo è presente, in forma minore, in altri paesi, come Ungheria, Paesi Bassi (Chiesa Riformata dei Paesi Bassi, oggi parte della Chiesa protestante nei Paesi Bassi), Svizzera (Chiesa evangelica riformata in Svizzera), Francia (Chiesa riformata di Francia, oggi parte della Chiesa protestante unita di Francia) e nell'India nord orientale nello stato del Mizoram, dove circa l'80% della popolazione è di fede cristiana presbitera. In Italia la struttura presbiteriana è adottata dall'Unione delle Chiese metodiste e valdesi.

## Alleanza mondiale
Nel 1970 l'Alleanza mondiale delle chiese riformate e presbiteriane si è fusa formando un concilio internazionale noto come World Alliance of Reformed Churches.

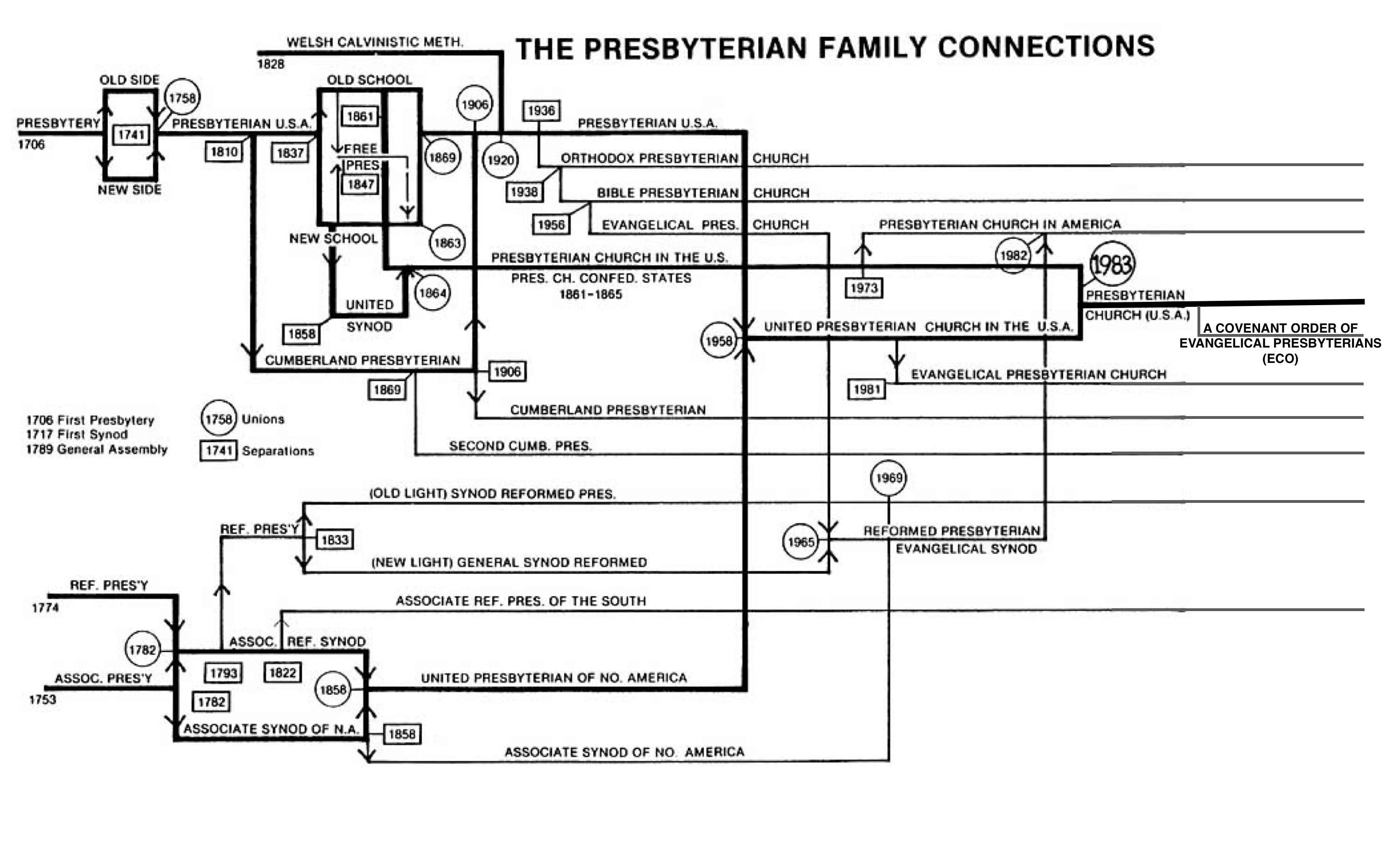
Le suddivisione della Chiesa presbiteriana